# Pinnotherion setoensis
Pinnotherion setoensis är en kräftdjursart som beskrevs av Sueo M. Shiino 1942. Pinnotherion setoensis ingår i släktet Pinnotherion och familjen Entoniscidae.
Artens utbredningsområde är havet kring Japan. Inga underarter finns listade i Catalogue of Life.